# Acalypha hildebrandtii
Acalypha hildebrandtii är en törelväxtart som beskrevs av Henri Ernest Baillon. Acalypha hildebrandtii ingår i släktet akalyfor, och familjen törelväxter. Inga underarter finns listade i Catalogue of Life.